# Chordzor
Chordzor – wieś w Armenii, w prowincji Sjunik. W 2011 roku liczyła 18 mieszkańców.